# Associazione Italiana per il Factoring
L'Associazione Italiana per il Factoring (Assifact) è una associazione di categoria, apolitica e senza fini di lucro, che si pone l'obiettivo di rappresentare gli operatori del factoring nel mercato italiano.
Assifact svolge attività di informazione, formazione e assistenza ai propri associati, interloquendo con le istituzioni. Inoltre, oltre a realizzare studi e statistiche, promuove la diffusione e la conoscenza del factoring in Italia.
L'Associazione partecipa, attraverso i propri organi, alle iniziative organizzate dall’EU Federation for the Factoring and Commercial Finance Industry (EUF) che si pone come interlocutore del comparto presso l’Unione Europea e gli altri organismi internazionali.

## Storia
Assifact è stata fondata nel 1988 con l’obiettivo di riunire gli operatori di factoring. 
Il primo presidente di Assifact fu il Prof. Roberto Ruozi, Professore Ordinario di Economia degli Intermediari Finanziari dell’Università Commerciale "Luigi Bocconi" fino al 2002, dove è stato Rettore dal 1995 al 2000 ed a cui è stato conferito il titolo di Professore Emerito. 
Il Segretario generale di Assifact è il Prof. Alessandro Carretta, Professore ordinario di Economia degli intermediari finanziari presso la facoltà di Economia dell’Università Tor Vergata di Roma.
Il 21 febbraio 1991 è stata emanata la Legge 52/91 dal titolo «disciplina della cessione dei crediti d’impresa». La legge si poneva due obiettivi principali: a) sancire espressamente la possibilità di cessione di crediti in massa anche futuri b) facilitare l’opponibilità della cessione ai terzi e, in particolare, al fallimento del cedente.
La legge 11 febbraio 1994, n. 109 "Legge quadro in materia di lavori pubblici" (c.d. legge Merloni), e il relativo regolamento di attuazione, hanno previsto, tramite l’estensione delle disposizioni della legge 52 del 1991, la possibilità per le imprese appaltatrici di ricorrere alla cessione dei crediti derivanti da contratti di appalto, vantati nei confronti delle Amministrazioni pubbliche.
Nel 1998 è stato avviato il Gruppo Interfinanziario “PUMA2″ in collaborazione con la Banca d’Italia.
Dal 1999 Assifact ha iniziato la pubblicazione del bimestrale di informazione Fact&News dedicata al mondo del factoring in Italia e all’estero.
Nel 2006 nasce Credifact, l'Osservatorio sul credito commerciale e sul factoring. Lo scopo è offrire agli interessati uno strumento di approfondimento e analisi su studi, ricerche, convegni e attività formative inerenti al factoring e al credito commerciale.
Nel 2009 Assifact è tra i fondatori dell’EU Federation for the Factoring and Commercial Finance Industry (EUF).
Nel 2013 è stato avviato il Database sulle Abitudini di Pagamento dei debitori (DAP).
Con il Decreto Banche del 2016 vengono mossi ulteriori passi avanti, grazie all’estensione dell’ambito applicativo soggettivo della Legge 52/91.

## Presidenti
- Roberto Ruozi (dal 1988 al 1990)
- Giorgio Bondioli (dal 1990 al 1992; dal 1996 al 1999; dal 2005 al 2006)
- Paolo Sciumé (dal 1992 al 1996)
- Giorgio Burchi (dal 1999 al 2002)
- Franco Rosso (dal 2002 al 2005)
- Antonio De Martini (dal 2006 al 2012)
- Massimo Ferraris (dal 2012 al 2013)
- Rony Hamaui (dal 2014 al 2017)
- Fausto Galmarini (dal 2017 ad oggi)